# Ancre flottante
Pour les articles homonymes, voir Ancre.
 (septembre 2022).
Si vous disposez d'ouvrages ou d'articles de référence ou si vous connaissez des sites web de qualité traitant du thème abordé ici, merci de compléter l'article en donnant les références utiles à sa vérifiabilité et en les liant à la section « Notes et références ».
Le terme ancre flottante revêt au moins deux significations en langue française.

## Stabiliser la route d'un navire

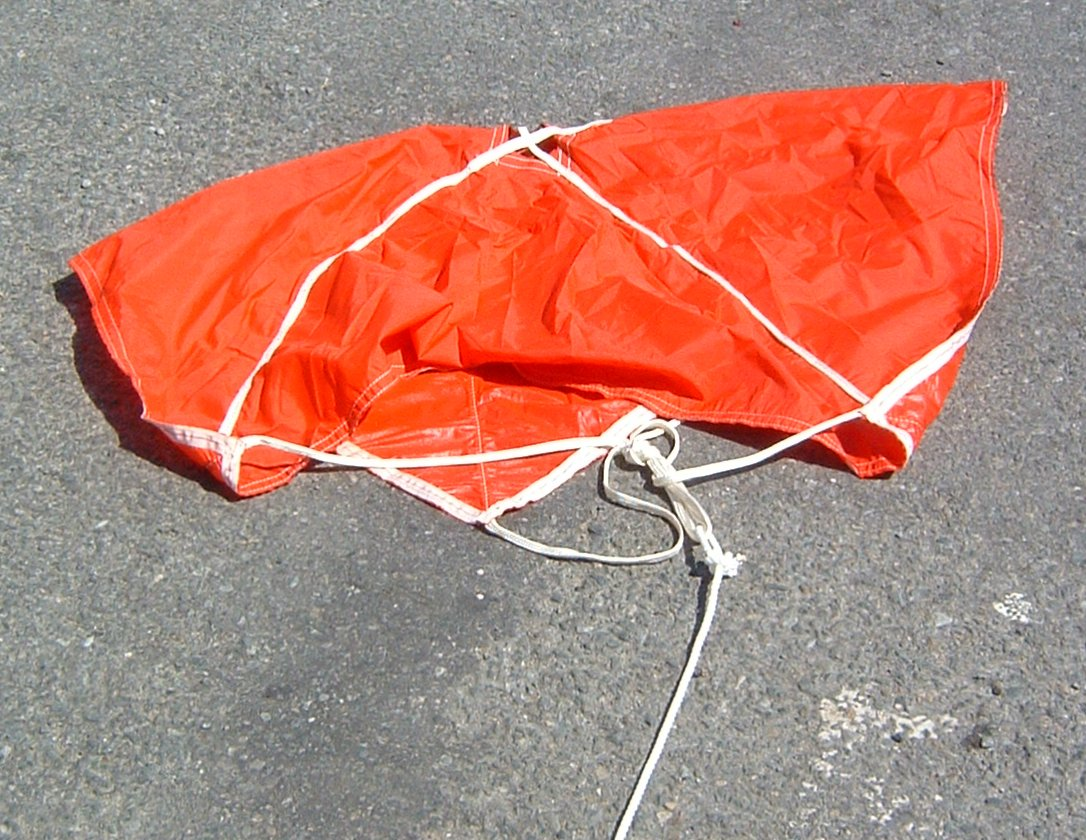
Ancre flottante non déployée.

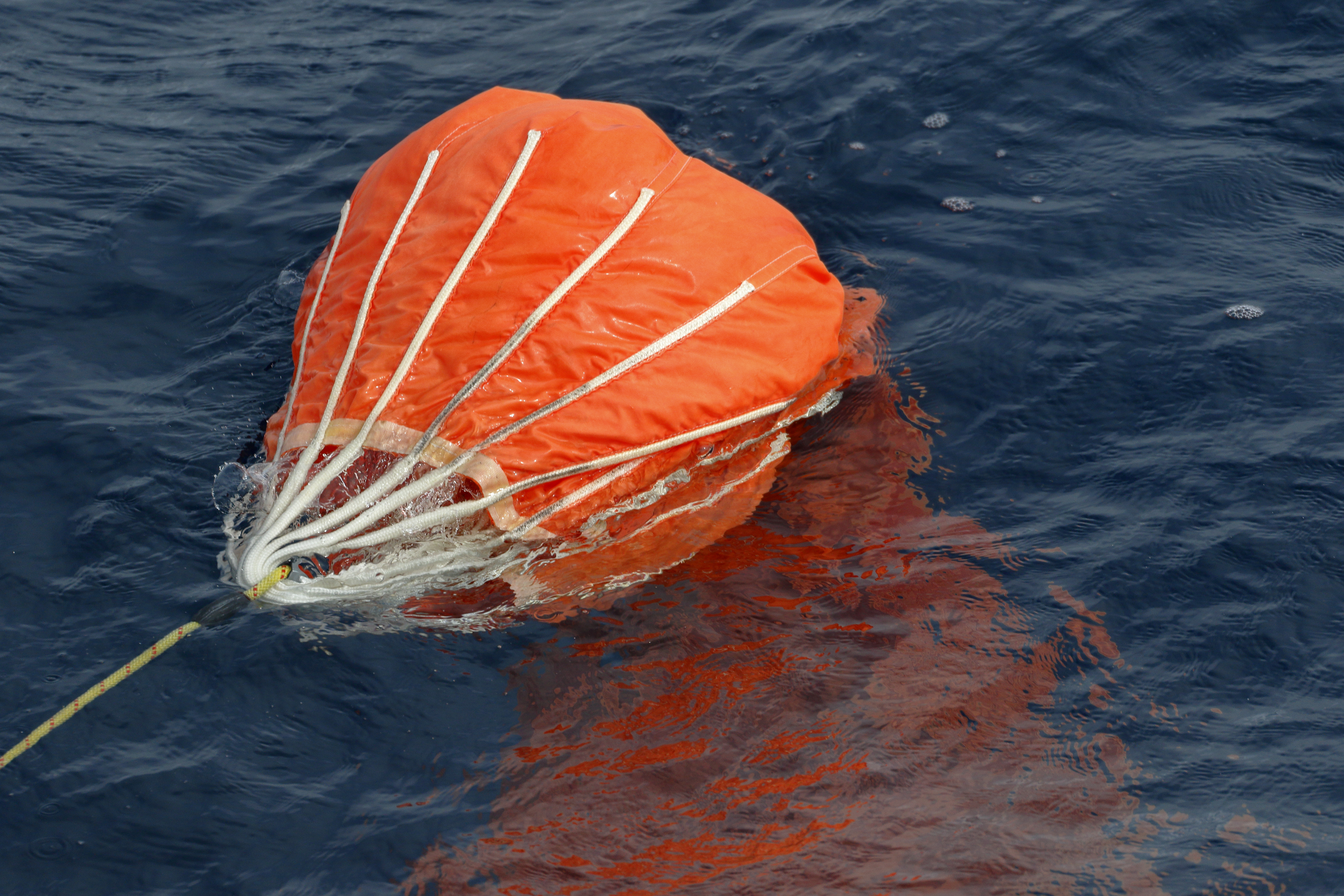
Ancre flottante déployée.

Au sens le plus répandu, il s'agit d'un dispositif permettant de stabiliser une embarcation de relative petite taille désemparée dans du mauvais temps, lorsque la cape puis la fuite vent arrière ne sont plus tenables. 
Une ancre flottante a la forme d'un parachute troué en son centre et est utilisée au bout d'une longue ligne amarrée au bateau. De même qu'une ancre retient le bateau en étant accrochée au fond, une ancre flottante le freine par la trainée ajoutée.
Dans des conditions de vent extrêmes, lorsque les vagues déferlent, le navire à sec de toile (sans voiles) dérive vent arrière. À cette allure et par ce temps, il est menacé de chavirage :
- poussé par le vent et malgré l'absence de voile, le navire est en survitesse et lorsqu'une déferlante arrive par l'arrière, le navire accélère encore ; sa poupe se soulève au passage dans la vague et dans ces conditions l'étrave peut se « planter » dans la mer et provoquer son retournement (le navire sancit).
- les embardées provoquées par la mer et les accélérations peuvent mettre le bateau en travers de la lame et provoquer un chavirage.

Dans ces conditions l'ancre flottante, qui a été filée dans l'eau au bout d'un cordage et qui est amarrée à la poupe ou à la proue du navire, freine le bateau et plus particulièrement les accélérations provoquées par les déferlantes car elle est normalement immergée. La traction qu'elle exerce sur le bateau contribue également à contrebalancer les embardées et à le maintenir dans l'axe du vent et donc généralement des vagues. 
Le vocable anglais pour ce matériel est drogue[réf. souhaitée].

## Limiter la dérive
Alors que les Anglo-Saxons distinguent les termes drogue et sea anchor, la langue française conserve le terme ancre flottante pour un matériel similaire, quoique de conception et d'usage différents. L'ancre flottante anti-dérive est ainsi utilisée pour éviter d'aller à la côte ou au contraire de s'éloigner d'une position quelconque. Par exemple, pour attendre les secours, pêcher sans subir excessivement les effets du vent, ou se reposer sans perdre du terrain lors du voyage entrepris.
L'ancre flottante anti-dérive permet au bateau de mieux tenir l'allure dite de la cape (attente et esquive avec très peu ou pas de voilure par gros temps en présentant aux lames l'avant du navire, mieux défendu) et ralentir la très dangereuse dérive d'une embarcation vers des dangers (rochers ou côte) situés sous le vent. La forme classique était celle d'un tronc de cône de très forte toile à voile maintenue ouverte par un cercle rigide (comme une manche à air d'aérodrome). Elle était reliée au bateau par un long orin et une "patte d'oie" et pouvait être éventuellement plombée pour travailler à une certaine profondeur, dans de l'eau non perturbée. Le grand promoteur de cette ancre flottante anti-dérive fut le marin et aventurier John Klaus Voss qui réalisa plusieurs traversées océaniques extrêmement audacieuses sur sa grande pirogue monoxyle traditionnelle, le Tilikum, au tout début du XXe siècle.
Elle fut même rendue un temps obligatoire à l'inventaire des matériels de sécurité pour les voiliers de plaisance en navigation hauturière avant que son efficacité supposée ne soit revue à la baisse lors d'expérimentations plus poussées sur des bateaux plus classiques que le Tilikum.
L'ouvrage de Jacques Perret Rôle de plaisance montre les deux protagonistes du roman, Perret et son vieux complice de matelot André Collot étaler un mauvais coup de vent à bord de leur petit voilier, le Matam, dans des parages plutôt malsains (l'extrémité du Cotentin et le raz Blanchard) en restant tranquillement à dormir dans leurs couchettes grâce (pensent-ils) à l'action quasi magique de leur ancre flottante, mouillée dans les règles de l'art en respectant les recommandations du capitaine Voss. Entre deux réconfortants coups de rhum, ils louent hautement la mémoire de ce grand précurseur. En fin de coup de vent au moment de remettre en route, il se révèle toutefois que l'orin a cassé depuis longtemps et qu'ils ont béatement dormi sous la protection d'un dispositif ... inexistant, ce qui renforce leur confiance dans le bateau, qui s'est fort bien débrouillé tout seul.
L'ancre flottante anti-dérive est normalement frappée à l'avant du navire. La position d'équilibre obtenue varie suivant les navires, mais la résultante entre vent et vague présente en général le navire de trois quarts avant, donc similaire à un mouillage classique sur le fond.
L'utilisation de ce matériel est enseignée et répandue dans les flottes de plaisance aux États-Unis et au Royaume-Uni. Peu répandue en France, l'ancre flottante d'arrêt peut avantageusement remplacer un mouillage fixe sur les côtes accores de Méditerranée.
Suivant l'usage, soit pour la pêche soit pour le mauvais temps, la conception des ancres flottantes anti-dérive varie considérablement. En particulier, sur les modèles de gros temps, des fusibles matériels sont prévus pour que même en cas de traction excessive (à-coups ou très mauvais temps), l'ancre flottante puisse continuer à fonctionner sans dommages pour le navire. La solution la plus répandue est de réaliser cet équipement en panneaux de toile, comme les parachutes, et de permettre la rupture d'un panneau sans endommager les autres composants.